# 연사녕국
연사녕국(延嗣寧國)은 서하 의종(西夏 毅宗) 이양조(李諒祚)의 치세에 쓰던 연호이다.

## 연대 대조표
| 연사녕국   | 원년            |
| 서기(西紀) | 1049년          |
| 간지(干支) | 기축(己丑)      |
| 북송(北宋) | 황우(皇祐) 원년 |

## 동시대 연호
| 이전 연호 천수예법연조(天授禮法延祚) | 중국의 연호 서하(西夏) | 다음 연호 천우수성(天祐垂聖) |